# Hipótesis de la ceniza ácida
La hipótesis de la ceniza ácida es una hipótesis médica que sugiere que las dietas excesivamente ácidas pueden dar lugar a una serie de efectos de salud identificables, incluido un mayor riesgo de osteoporosis. Ha recibido cierta atención en la comunidad laica y se ha utilizado para apoyar la dieta de moda conocida como la dieta alcalina. Según la hipótesis, la ceniza ácida es producida por carne, pollo, queso, pescado, huevos y granos. La ceniza alcalina es producida por frutas y verduras, excepto arándanos, ciruelas y ciruelas. Dado que la designación de ceniza ácida o alcalina se basa en el residuo que queda de la combustión en lugar de la acidez de los alimentos, los alimentos como los cítricos que generalmente se consideran ácidos en realidad se consideran alcalinos que producen en esta dieta.

## Investigación
Se han publicado revisiones sistemáticas recientes que han analizado metódicamente el peso de la evidencia científica disponible, y no han encontrado evidencia significativa para apoyar la hipótesis de ceniza ácida con respecto a la prevención de la osteoporosis. Un metaanálisis de estudios sobre el efecto de la ingesta de fosfato en la dieta contradijo los resultados esperados bajo la hipótesis de la ceniza ácida con respecto al calcio en la orina y el metabolismo óseo. Este resultado sugiere que el uso de esta dieta para prevenir la pérdida de calcio de los huesos no está justificado. Otros metanálisis que han investigado el efecto de la ingesta total de ácido en la dieta tampoco encontraron evidencia de que la ingesta de ácido aumente el riesgo de osteoporosis como se esperaría bajo la hipótesis de la ceniza ácida. Una revisión examinó los efectos de la ingesta de productos lácteos, que se han hipotetizado para aumentar la carga ácida del cuerpo a través de los componentes de fosfato y proteínas. Esta revisión no encontró evidencia significativa que sugiera que la ingesta de productos lácteos cause acidosis o aumente el riesgo de osteoporosis. Un metaanálisis sobre los efectos de las sales de potasio alcalinas sobre el metabolismo del calcio y la salud ósea encontró que la suplementación con sales de potasio alcalinas reduce la pérdida de calcio en la orina y reduce la secreción de ácido.

## Relación con las dietas alcalinas
La hipótesis de la ceniza ácida sugiere que las dietas ricas en elementos de "ceniza ácida" (que producen ácido) harían que el cuerpo intente amortiguar (o contrarrestar) cualquier carga de ácido adicional en el cuerpo al descomponer el hueso, lo que lleva a huesos más débiles y un mayor riesgo de osteoporosis. En consecuencia, los elementos de "ceniza alcalina" (que producen alcalinos) disminuirían hipotéticamente el riesgo de osteoporosis. Esta hipótesis se ha avanzado en una declaración de posición de la Academia de Nutrición y Dietética, en una publicación de la Academia Nacional de Ciencias de los Estados Unidos, así como en otras publicaciones científicas, que han declarado que los alimentos tienen un alto contenido en El potasio y el magnesio, como las frutas y verduras, pueden disminuir el riesgo de osteoporosis a través de un aumento en la producción de ceniza alcalina. Sin embargo, esta aceptación de la hipótesis de ceniza ácida como un importante factor de riesgo modificable de la osteoporosis por parte de estas publicaciones se realizó en gran medida sin una revisión crítica significativa mediante un análisis sistemático de alta calidad.
También se ha especulado que una dieta alcalina puede tener un efecto sobre el desgaste muscular, el metabolismo de la hormona del crecimiento o el dolor de espalda, aunque no hay evidencia concluyente para confirmar estas hipótesis. Dado el envejecimiento de la población, los efectos de una dieta alcalina en la salud pública pueden ofrecer algunos beneficios debido a su enfoque en el aumento de las frutas y verduras frescas, pero existen estudios científicos limitados sobre el tema.